# 마나베 요시유키
마나베 요시유키(일본어: 真鍋賢行)는 일본의 게임 디자이너이자 기업인으로, 에콜 소프트웨어(ja)의 대표이사이다.

## 경력
오사카 대학 원자력공학부를 졸업 후 대학원에 진학하나 중퇴하고 1989년 3월 1일에 에콜 소프트웨어를 창업했다. 본디 에콜 소프트웨어는 건축용 CAD 소프트웨어를 주로 개발하는 기업으로 저렴한 가격의 배관용 CAD 소프트웨어인 ZetaWin이 대표적 제품이며, 마나베는 CAD 소프트웨어 업계에서는 톱클래스의 경력자로 알려져 있다. 1995년에는 컴퓨터 게임을 만들기 시작하여, 두 번째로 내놓은 작품인 데스크림즌(ja)으로 유명해졌다. 이후로는 게임 개발과 프로듀스에 전념하고 있다.

## 직접 프로듀싱한 게임
- 팟파라파온(ぱっぱらぱおーん), SS, 1995
- 데스크림즌(デスクリムゾン), SS, 1996
- 드림 제너레이션-일인가 사랑인가?(ドリーム・ジェネレーション -恋か？仕事か!?…), SS, 1998 - NCS 메사이야 발매
- 데스크림즌 2-메라니트의 제단(デスクリムゾン2 -メラニートの祭壇-), DC, 1999
- 데스크림즌 OX(デスクリムゾンOX), 업소용(세가 나오미), 2000
- 무사피의 초코 마커(ムサピィのチョコマーカー), 업소용(세가 나오미), 2002
- 콕스 박스(Cox-Bax), Win, 2003